# Inconstancia
La inconstancia se puede definir como mutabilidad de carácter o falta de perseverancia. 
Los antiguos la representaban con una mujer con dos cabezas vestida con varias piezas de ropa de diferentes colores, jeroglífico que más bien parece convenir a la moda. Cesare Ripa la figura apoyándose en una caña y puesta sobre una bola. Cochin añadió una veleta y un gallardete. Otros la representan con una mujer vestida de un traje de color de las olas del mar, teniendo en la mano una media luna rodeada de débiles rayos y un cangrejo sobre sus pies o bien una Fortuna pintada sobre una bola y los colores del arcoíris. Podía darse también a la figura alas de mariposa y a sus pies figura un camaleón. 